# Valentina Ropatsch
Valentina Ropatsch (* 10. August 2003 in Villach) ist eine österreichische Eishockeyspielerin, die seit 2018 für die Lakers Kärnten in der European Women’s Hockey League spielt.

## Karriere
Im frühen Alter erlernte Valentina Ropatsch das Eishockeyspielen. Durch ihren Vater und ihren Bruder wurde sie schnell von der Sportart Eishockey fasziniert. Ihr erster Verein war der EC VSV, wo sie die männlichen Nachwuchsmannschaften durchlief. 2016 lief sie erstmals für die Frauenmannschaft Gipsy Girls Villach auf. Parallel dazu kam sie bei den Southern Stars und deren Nachfolgeteam Lakers Kärnten  in der European Women’s Hockey League zum Einsatz.  Mit den Villach Lady Hawks (ehemals Gipsy Girls) gewann sie die 2021 internationale slowenische Meisterschaft. Mit den Lakers Kärnten erreichte sie 2022 den dritten Platz und 2023 den zweiten Platz in der Österreichischen Staatsmeisterschaft.

### International
In den Jahren 2018, 2019 und 2020 nahm sie jeweils an der U18-Frauen-Weltmeisterschaft teil. In der A-Nationalmannschaft debütierte sie im Verlauf der Saison 2021/22.

## Karrierestatistik
Stand: Ende der Saison 2022/23

### International
Vertrat Österreich bei:
- U18-Frauen-Weltmeisterschaft der Division IA 2018
- U18-Frauen-Weltmeisterschaft der Division IA 2019
- U18-Frauen-Weltmeisterschaft der Division IB 2020

(Legende zur Spielerstatistik: Sp oder GP = absolvierte Spiele; T oder G = erzielte Tore; V oder A = erzielte Assists; Pkt oder Pts = erzielte Scorerpunkte; SM oder PIM = erhaltene Strafminuten; +/− = Plus/Minus-Bilanz; PP = erzielte Überzahltore; SH = erzielte Unterzahltore; GW = erzielte Siegtore; 1 Play-downs/Relegation; Kursiv: Statistik nicht vollständig)